# Orgilus cingulatus
Orgilus cingulatus är en stekelart som beskrevs av Granger 1949. Orgilus cingulatus ingår i släktet Orgilus och familjen bracksteklar. Inga underarter finns listade i Catalogue of Life.